# Visages suisses
Pour plus de détails, voir Fiche technique et Distribution.
Visages suisses est un film suisse réalisé dans le cadre des célébrations du 700e anniversaire de la Confédération suisse en 1991 pour présenter la diversité helvétique. 
Le film est composé de seize courts-métrages de 5 minutes réalisé par 13 réalisateurs talentueux des quatre régions linguistiques de la Suisse : Kurt Gloor, Claude Goretta, Matteo Bellinelli, Pierre Koralnik, Simon Edelstein, Nicolas Gessner, Urs Odermatt, Thomas Koerfer, François Reichenbach, Jacqueline Veuve, Victor Tognola, Hans-Ulrich Schlumpf et Francis Reusser. Ils ont chacun réalisé un portrait avec une vision personnelle de personnages représentant la Suisse dans les domaines de l’art, de la science, de l'architecture, de la politique et de l’industrie, chacun parlant sa langue : français, allemand, italien, romanche, portugais et japonais.
Le film, produit par Claude Richardet, a été présenté le 9 août 1991 au festival international du film de Locarno. Faces of Switzerland a ensuite été montré dans les cinémas suisses avec un grand succès. Il a bénéficié d’une diffusion en vidéocassette notamment dans les ambassades de Suisse par la commission de coordination pour la présence de la Suisse à l’étranger.

## Synopsis
Le cinéaste Francis Reusser a réalisé le lien entre les 17 courts-métrages en filmant un grand-père et sa petite fille qui partent en train faire le tour de la Suisse par des raccourcis. Sans soucis d’inventaire, ils rencontrent des hommes et des femmes qui - chacun à leurs manières - contribuent à faire la Suisse.
Le mythe de Guillaume Tell est revisité, sa flèche touchera-t-elle la pomme du premier coup ? Puis la petite fille découvre les montagnes suisses, elle suit Nicole Niquille, la première guide de haute montagne, à plus de 4 000 mètres d'altitude. Dans le canton du Tessin, le grand-père et sa petite-fille s’aperçoivent en écoutant l’architecte de renommée internationale Mario Botta que les regards ont changé eux aussi.
Les Suisses ont créé des institutions qui sont enviées dans le monde entier, le conseiller fédéral Jean-Pascal Delamuraz prononce des discours politiques. Un évènement se produit dans le canton d'Appenzell, Élisabeth Eschler est élue en 1991 la première femme maire dans son canton. Au CERN à Genève le prix Nobel Carlo Rubbia recherche les origines de l’univers et il rend hommage au célèbre cuisinier Frédy Girardet. Le train emmène ensuite le grand-père et sa petite fille à la rencontre de Jean Tinguely et de ses incroyables machines. La Suisse possède de nombreux autres artistes étonnants : le sculpteur de béton Bruno Weber, l’automate érotique de Jean-François Junod, à Lausanne le chanteur rebelle Pascal Auberson ainsi que Xavier Ferla danseur et élève du chorégraphe Maurice Béjart sans oublier Mary-José Knie, dresseuse de chevaux dans le cirque Knie qui est une véritable institution nationale.
Changement de décors, le train du grand-père arrive au cœur de la Suisse dans le canton de Schwytz pour rencontrer le père Christoph à l'abbaye d’Einsiedeln. Dans les Grisons, à une centaine de kilomètres, la journaliste Maria Cadruvi parle le romanche, c'est la quatrième langue nationale. 
À Bâle, le professeur Jean-François Borel qui a découvert la ciclosporine est également un artiste. L'industrie suisse est très active dans le monde, au Brésil Roméo Braun, le directeur d’une multinationale prend son jet privé pour visiter ses usines. Finalement, dans le canton du Tessin, Machi et Miho, deux touristes japonaises remarquent qu’au fond la Suisse est un peu comme le Japon, une île !

## Fiche technique
- Titre : 
  - Français : Visages suisses
  - Allemand : Gesichter der Schweiz
  - Italien : Volti svizzeri
  - Anglais : Faces of Switzerland
- Réalisation : voir chaque segment
- Musique : Jonas Haefeli, Louis Crelier et Pascal Auberson
- Caméra : Martin Fuhrer, Patrice Cologne, Bruno Lapostolle, Jürg Allgaier, Hugues Ryffel, Patrick Lindenmaier, Pio Corradi (de) et Carlo Varini
- Montage : André Amsler, Christian Bonvin, Denise de Casabianca, Élisabeth Waelchli, Claudine Merlin, Claudine Bouché et Kathrin Plüss
- Production déléguée : Claude Richardet
- Direction de production pour la Suisse alémanique : André Amsler (Topic-Film)
- Société de production : Vidéo-Films SA, Genève
- Financement : Commission pour la présence de la Suisse à l'étranger,Télévision Suisse Romande, Nestlé, Sandoz
- Pays de production :  Suisse
- Langues originales : français, suisse allemand, italien, romanche, portugais et japonais
- Format : 35 mm, son Dolby
- Date de sortie : 9 août 1991[Où ?]

## Les dix-sept épisodes

### Guillaume Tell, le mythe national
Réalisation : Kurt Gloor
Pour redonner vie à Guillaume Tell le héros légendaire des mythes fondateurs de la Suisse, nous assistons à Interlaken à la représentation en plein air du drame de Friedrich von Schiller. Le champion du monde en titre de tir à l'arbalète Stefan Guyer doit lancer une flèche sur une pomme placée sur la tête du fils de Guillaume Tell. Georg Winzeler, le fabricant de l'arbalète qui a perfectionné l'arme avec une gâchette électronique explique le fonctionnement de l’arme au champion du monde. Il se concentre et tire. La flèche s'élance à une vitesse fulgurante. Sera-t-il capable de frapper la pomme du premier coup ?

### Nicole Niquille, une guide de haute montagne
Réalisation : Claude Goretta
En Suisse la profession des guides de haute montagne n’était permise qu’aux hommes aptes au service militaire suisse. Nicole Niquille est la première femme à avoir réussi à être acceptée dans le cercle des guides de haute montagne est très fermé. Elle est la première femme au monde réussir à gravir le K2 sans oxygène à 8 611 mètres. Grâce à son énergie, à son courage et à son sourire, elle a su s'affirmer et conquérir ce métier difficile et dangereux. On suit la guide avec un jeune client lors de l'ascension de l'Ober Gabelhorn à 4 064 mètres d’altitude près du Cervin. De retour chez elle à Charmey dans la région de Gruyère, elle assiste à la désalpe, la descente des vaches en plaine après plus de 4 mois passés sur les alpages. 

### Mario Botta, architecte international
Réalisation : Matteo Bellinelli
Mario Botta est un architecte suisse de renommée internationale. Il a réalisé de nombreuses œuvres remarquables en Europe, au Japon et aux États-Unis. Son bureau est installé à Lugano au Tessin. Mario Botta a redécouvert la longue tradition de l'architecture tessinoise, qui remonte à l'époque romane et qui a fait du peuple tessinois un peuple de bâtisseurs. Il a contribué à la renaissance de l'architecture suisse en faisant revivre les traditions des grands bâtisseurs de la fin du XXe siècle. Une des œuvres la plus célèbre de Botta est la Maison ronde simple et très dépouillée de Stabio dans le canton du Tessin.

### Élisabeth Eschler, femme maire en Appenzell
Réalisation : Pierre Koralnik

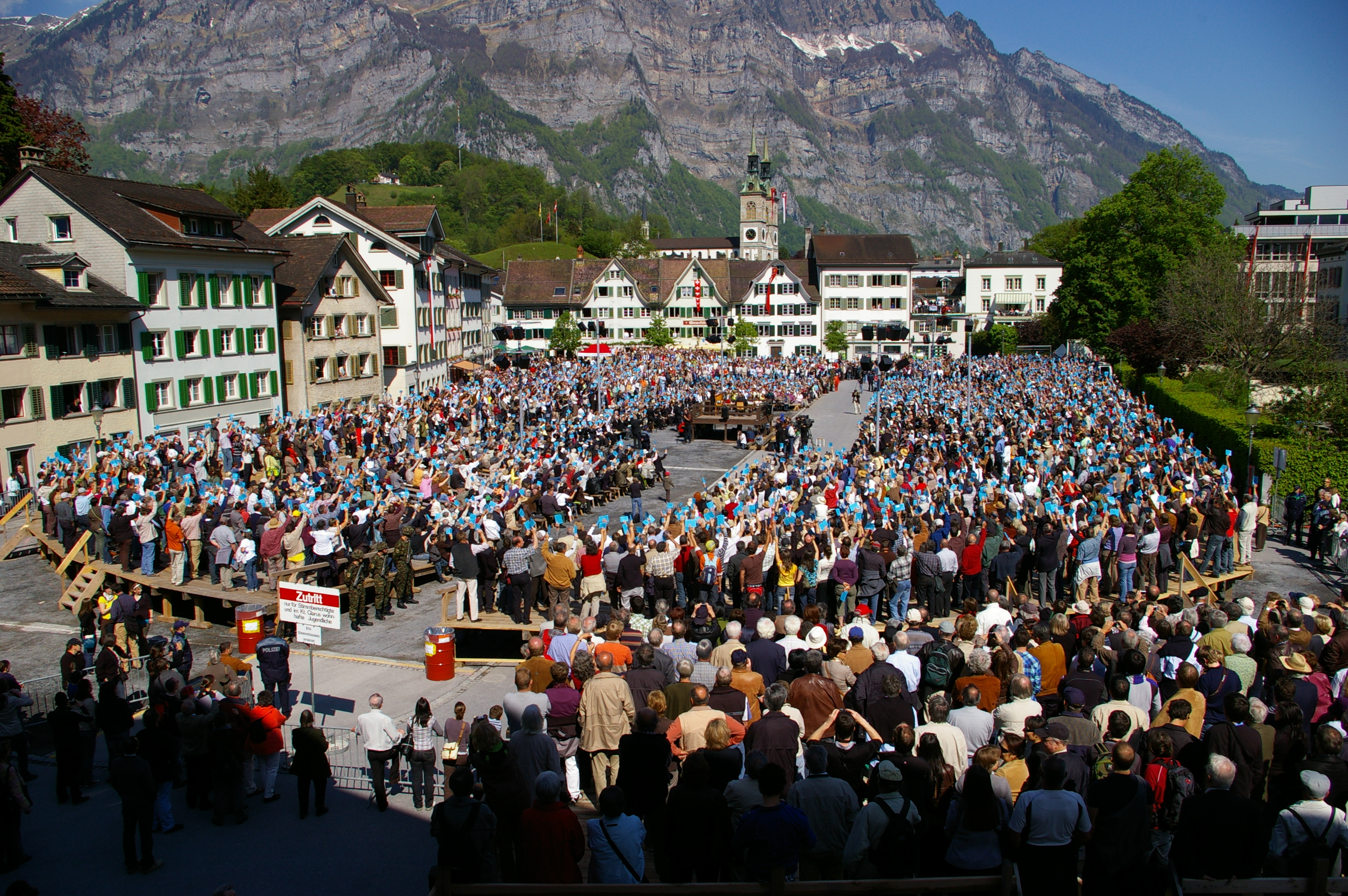
La Landsgemeinde en Appenzell.

Élisabeth Eschler est la première femme maire du petit village de Bühler dans le canton d'Appenzell. Le 29 avril 1990, ce dimanche est une journée historique. Comme le veut la tradition, elle se rend avec son mari à pied pour assister à la Landsgemeinde dans le petit village de Trogen. Les citoyens se réunissent sur la place du village et ils votent à main levée, c'est une tradition qui a été introduite en Suisse en 1231. En novembre 1990, Élisabeth Eschler et son mari regardent la télévision chez eux, le vote des femmes vient enfin d’être accepté dans le canton d'Appenzell Rhodes-Intérieures.

### Jean-Pascal Delamuraz, conseil fédéral
Réalisation : Simon Edelstein
Jean-Pascal Delamuraz est l'un des plus célèbres conseiller fédéral de la Suisse, un politicien populaire, doté d'un fort charisme. Il fut notamment l'homme de l'engagement de la Suisse vers l'Europe. Lors des célébrations du 700e anniversaire de la Confédération suisse, il en est le président. Dans son appartement à Berne, il se remémore sa carrière politique en regardant sur l'écran de sa télévision ses discours à caractère politique et culturel. En particulier sa nomination au Conseil fédéral en 1983, un discours devant le Parlement européen, une rencontre avec François Mitterrand et Helmut Kohl à Bâle et la visite du président français en Valais.

### Carlo Rubbia, prix Nobel de physique
Réalisation : Nicolas Gessner

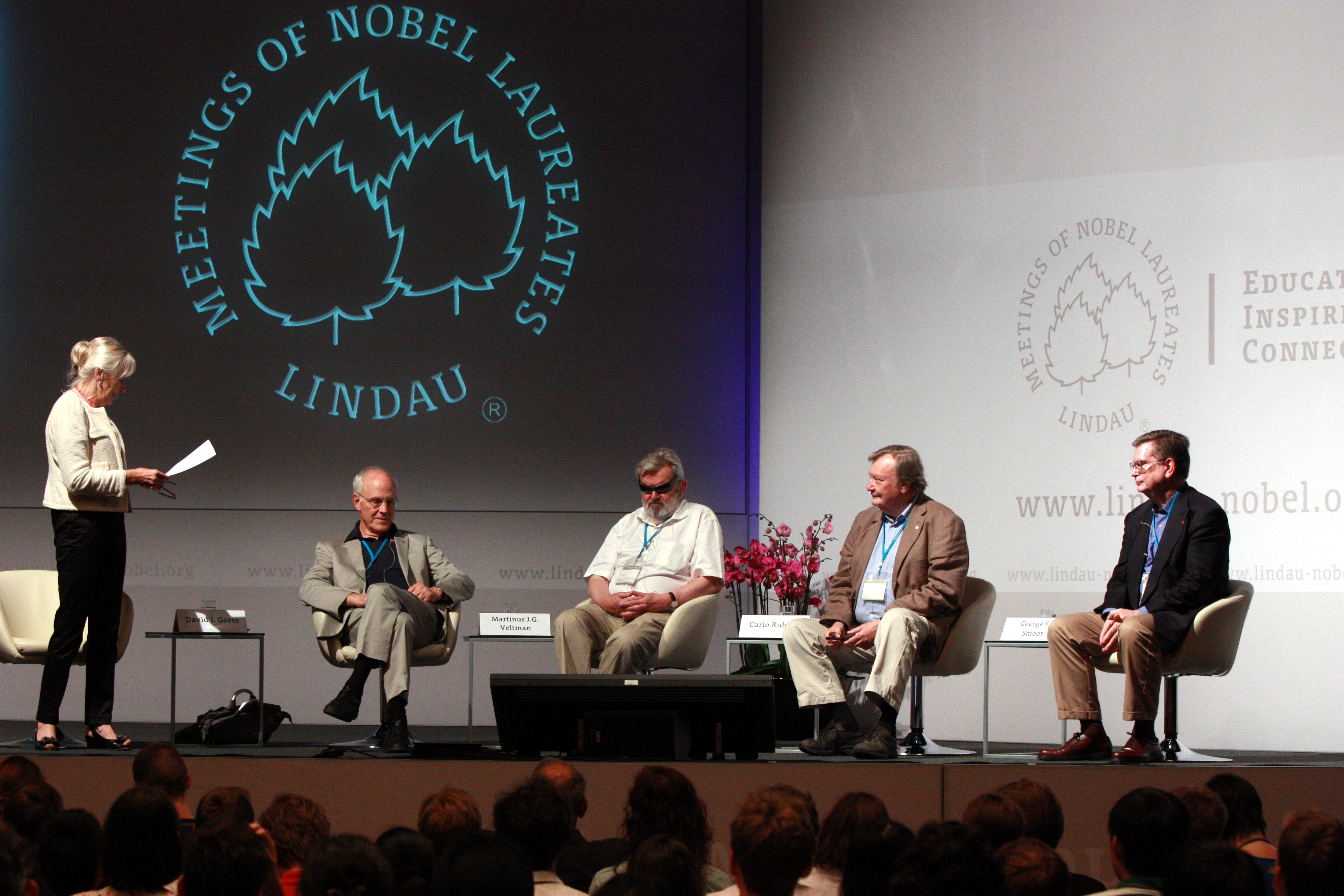
Le prix Nobel de physique Carlo Rubbia (deuxième à droite).

Carlo Rubbia a été directeur du Conseil européen pour la recherche nucléaire (CERN) à Genève de 1989 à 1993. Dans les laboratoires 5 000 chercheurs du monde entier étudient la physique des particules. En 1984 Carlo Rubbia reçoit le Prix Nobel de physique pour sa contribution décisive qui a permis la découverte des bozons W et Z. À plus de 100 mètres sous terre, le LHC est l’accélérateur de particules le plus grand et le plus puissant du monde. Après une journée chargée dans son bureau au CERN, Carlo Rubbia rencontre à Crissier le célèbre cuisinier suisse Frédy Girardet, considéré comme l'un des plus grands chefs de la gastronomie mondiale. Dans la cuisine du chef trois étoiles au guide Michelin, ils discutent de la recherche dans la physique et de la cuisine gastronomique.

### Jean Tinguely, sculpteur de mécanismes
Réalisation : Claude Goretta

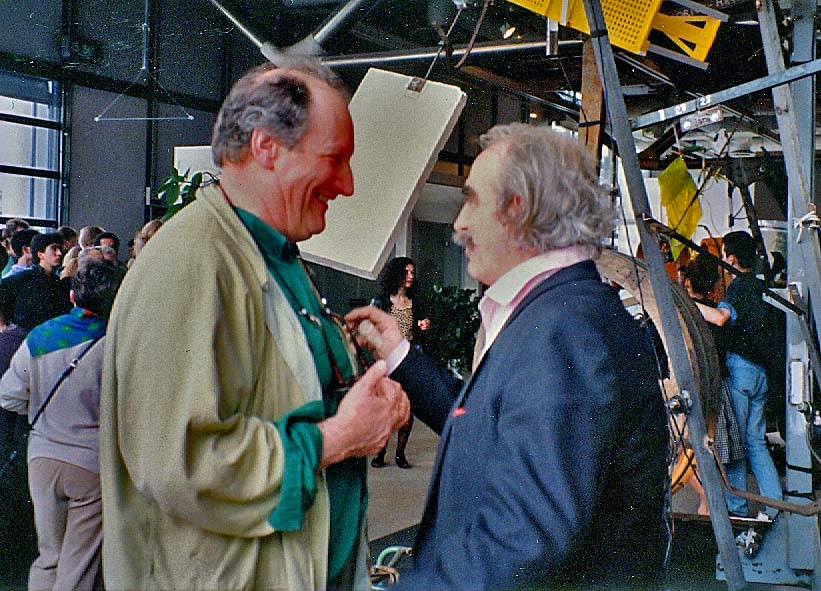
Claude Goretta et Jean Tinguely durant le tournage.

Avec Jean Tinguely c'est une rencontre avec l'insolite, l'absurde et la peur de la mort . Il redonne vie à des matériaux de récupération en les animant avec des moteurs, son œuvre compte parmi les innovations les plus vivantes de la sculpture du XXe siècle. Dans son atelier à la Verrerie près de Fribourg, il travaille ses Méta Matics (sculptures animées) dont il a commencé la réalisation en 1954. Ses œuvres modernes doivent être comprises non seulement comme une glorification de l'ère industrielle, mais aussi comme une accusation du consommateur et de la société du jetable. Sa célèbre sculpture-machine mobile Klamauk fait du bruit, elle fume et elle tire même des feux d’artifice, elle roule en pleine campagne fribourgeoise en terrorisant les vaches.

### Maria Cadruvi, journaliste de langue romanche
Réalisation : Urs Odermatt

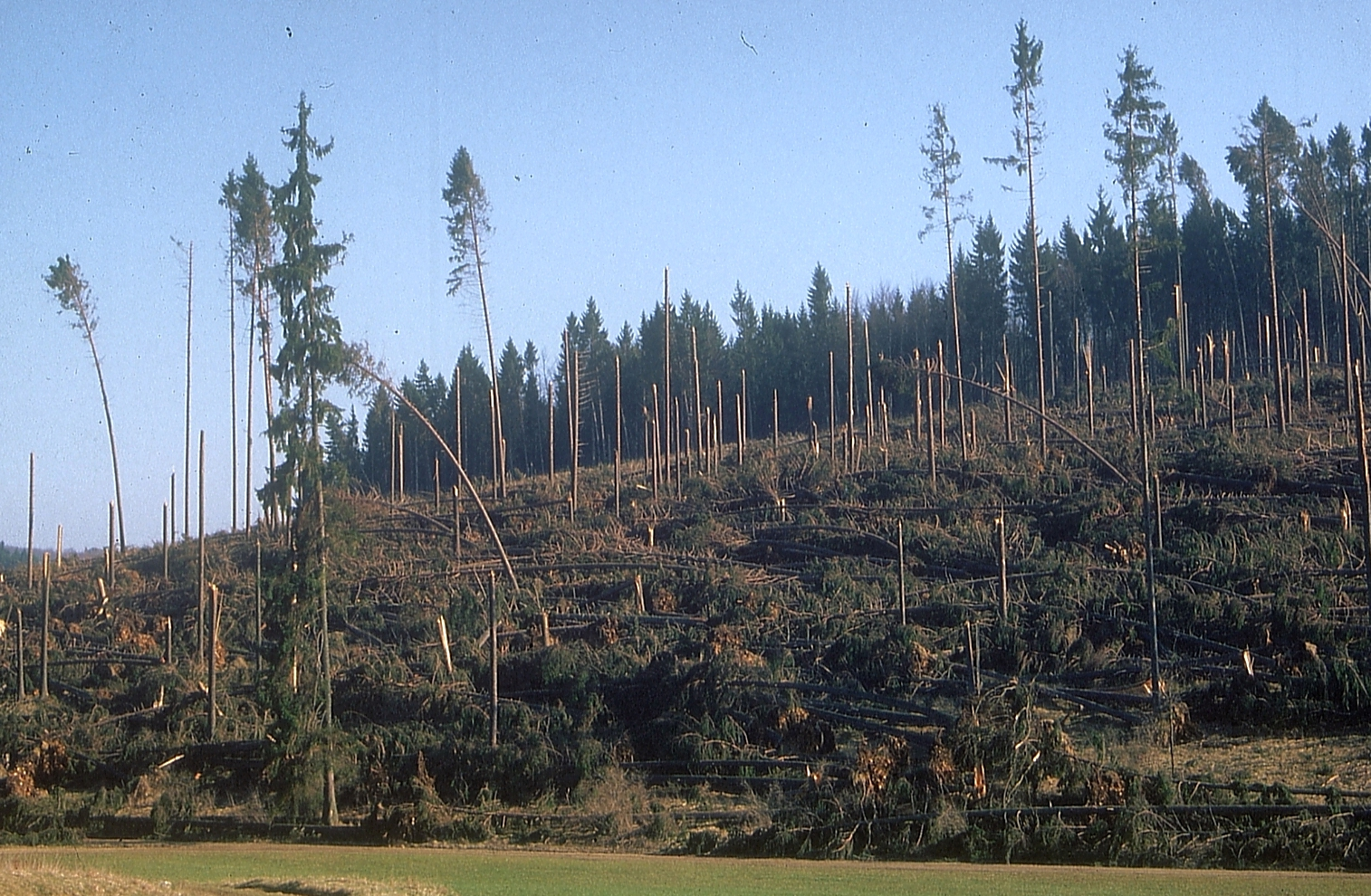
Les dégâts de la tempête Vivian.

Maria Cadruvi est journaliste à la radio DRS en Suisse allemande. Elle s’occupe de programmes en langue romanche (l’une des quatre langues nationales) pour le canton des Grisons. Après d'importants dégâts causés par la tempête Vivian en février 1990, elle a fait un reportage dans la ville du canton des Grisons de Curaglia qui a été dévastée. Il s'agit d'une des pires tempêtes qui à frapper l’Europe. Avec des vents de 267 km/h des centaines de millions d'arbres ont été fauchés. Micro à la main, Maria Cadruvi interroge en romanche le maire, un contremaître et des villageois sur le désastre dans les forêts dont les arbres ont été arrachés.

### Père Christoph, moine
Réalisation : Thomas Koerfer
L'intérieur du monastère bénédictin d'Einsiedeln est l'un des chefs-d'œuvre de l'architecture baroque construite au Xe siècle. Nous suivons le Père Christoph dans les longs couloirs de l'abbaye. On descend dans la crypte où sont enterrés tous les moines, l'on assiste en silence dans le réfectoire au repas de la soixantaine de moines. Les archives de la grande bibliothèque du monastère d'Einsiedeln remontent au Xe siècle et couvrent environ 1 000 mètres linéaires de rayonnages, environ 7 000 parchemins et des trésors sont précieusement conservés.

### Jean-François Borel, chimiste
Réalisation : François Reichenbach
Jean-François Borel est un microbiologiste dans le groupe chimique mondial Sandoz (Novartis) à Bâle. Il est également professeur d'immunopharmacologie à l’université de Berne. Il découvre dans un champignon poussant dans les hauts-plateaux de Norvège qu'il semble pourvu de capacités immunosuppressives. Après 12 années de recherche il met au point les effets immunosuppresseurs de la cyclosporine. Cette découverte révolutionne fondamentalement la transplantation d'organes et le traitement de certaines maladies auto-immunes. Jean-François Borel passe son temps libre à peindre, à faire des collages avec des morceaux de bois qu'il ramasse lors de ses promenades. La nature est la source de son inspiration.

### François Junod, fabricant d'automates
Réalisation : Jacqueline Veuve
François Junod est considéré comme un des très rares fabricants d'automates animés d'aujourd'hui capable de réaliser des androïdes particulièrement complexes tels qu'ils avaient été conçus dès le XVIIIe siècle par Jaquet-Droz. Dans son atelier à Sainte-Croix près du Jura suisse, au milieu des engrenages, des spirales et des ressorts il crée des créatures au squelette d'acier et à la peau de fibres. Des androïdes qui écrivent, sourient, regardent, pensent et sont doués de poésie. Ses créations sont vendues dans le monde entier : des Pierrots écrivains, des filles légères, des orchestres d’animaux, des poètes, des musiciens et même des personnages animés érotiques.

### Machi et Miho, deux touristes japonaises
Réalisation : Matteo Bellinelli
Swissminiatur est le plus grand musée miniature en plein air de Suisse, le parc présente 120 bâtiments, des châteaux et des monuments de la Suisse en miniature à Melide non loin de Lugano dans le canton du Tessin. Machi et Miho, deux jeunes touristes japonaises visitent ce petit paradis touristique où l’on découvre ces clichés — qu'ils soient vrais ou faux — qui ont été associés au Tessin. On entre dans la ville miniature de Chiasso et on visite Morcote, Lugano et la vallée de Verzasca et le célèbre château de Chillon. Les deux touristes enregistrent leurs impressions avec une petite caméra vidéo, elles remarquent avec humour qu’au fond la Suisse est un peu comme le Japon, une île.

### Pascal Auberson, chanteur
Réalisation : Claude Goretta
Pascal Auberson est un auteur-compositeur-interprète et multi-instrumentiste talentueux. Il explore depuis 40 ans de nombreuses formes artistiques, de la chanson au free-jazz, du théâtre à la danse contemporaine, de la danse à la musique de film. C'est un artiste reconnu, showman exceptionnel et généreux, il donne à tout ce qu’il touche un caractère singulier. Pascal Auberson est toujours à la recherche d'amour et d'amitié. On le suit dans son atelier à Lausanne en pleine création, dans un concert avec son public et jouant du tuba en pleine campagne.

### Roméo Braun, directeur d’une multinationale
Réalisation : Simon Edelstein
Roméo Braun, soixante ans, est originaire de Saint-Gall. Il est un pionnier de l’implantation de la multinationale Nestlé au Brésil. Son usine d’Araras, devenue la plus importante fabrique de café soluble au monde. Tôt le matin il se rend à son bureau à São Paulo, pour des raisons de sécurité il est escorté par deux gardes du corps. Il anime une réunion de direction, il parle indifféremment au téléphone en portugais, en anglais et en suisse allemand. Il se rend à Caçapava do Sul dans le Sud-Est du Brésil avec son jet privé pour inspecter la chocolaterie de Nestlé.

### Marie-Josée Knie, dresseuse de chevaux
Réalisation : Victor Tognola
En Suisse le cirque Knie est pratiquement une institution nationale depuis 1806. Le dressage d'animaux est une spécialité familiale du cirque Knie qui a acquis une réputation internationale. Marie-Josée Galland était mannequin, elle se marie avec Frédy Knie junior (de) et quitte tout pour apprendre l’art difficile de l’équitation de haut niveau au sein du cirque. Cela demande une volonté de fer et une discipline absolue. Marie-Josée Knie a été formée par le père et le fils de la dynastie Frédy Knie. Avec un sens prononcé de l’élégance, elle gère tous les costumes de la famille Knie.

### Bruno Weber, sculpteur
Réalisation : Hans-Ulrich Schlumpf

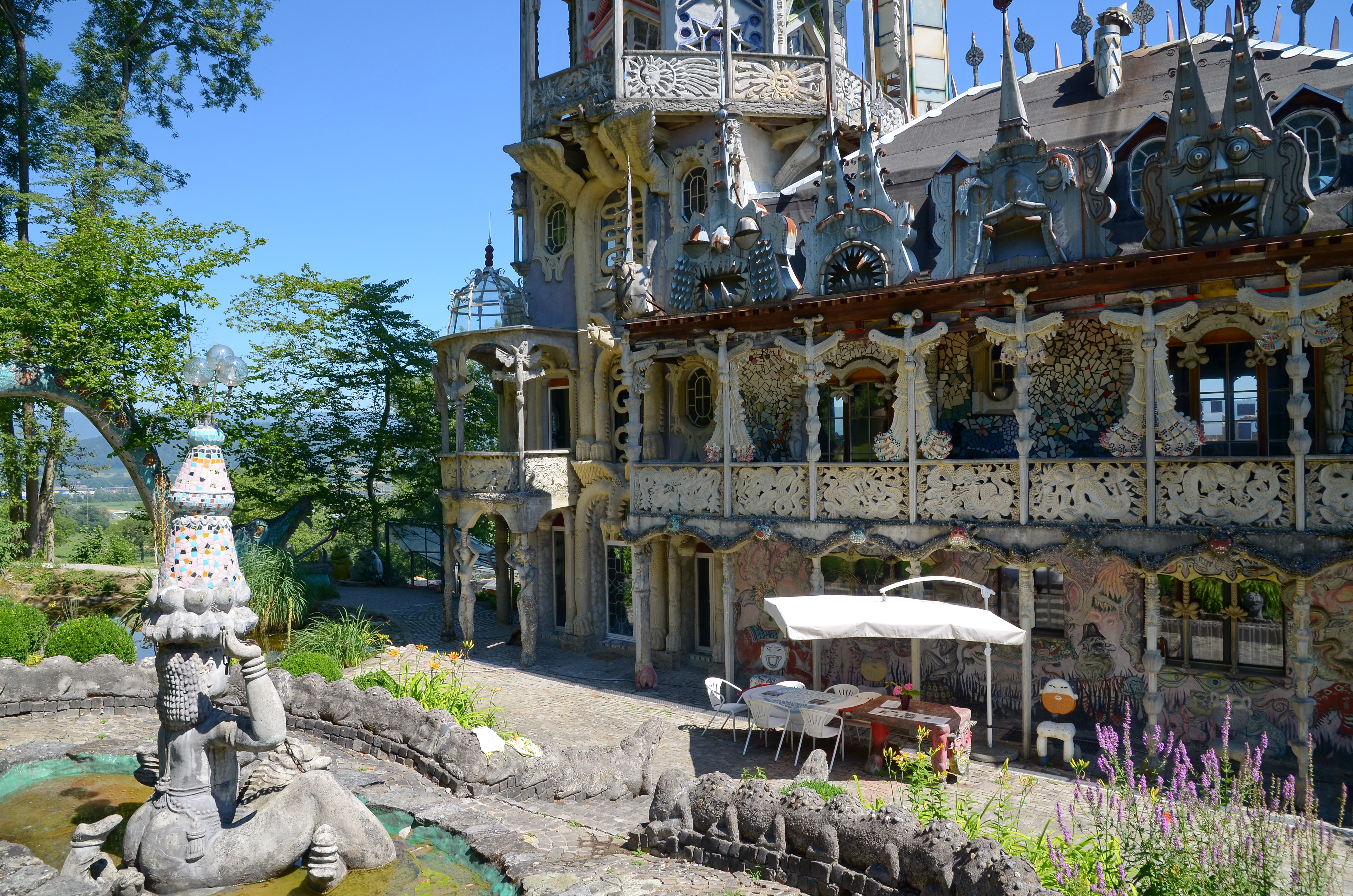
La maison de Bruno Weber à Spreitenbach.

Bruno Weber est un architecte et sculpteur suisse rattaché au courant du réalisme fantastique. Il a créé son propre monde. En réaction au bétonnage de l'environnement, il utilise ce matériau comme support de création. Dans sa maison à Spreitenbach dans le canton d’Argovie, il fait sa toilette du matin dans la salle de bains en forme de grotte avec des stalactites. Dans une forêt de vingt hectares, il a créé toutes sortes de monstres des dragons, des serpents géants et des crapauds. Bruno Weber fit ériger un oiseau géant dans son jardin. Un camion apporte du béton et une grue géante soulève la statue de trente tonnes. Avec l'imagination de Bruno Weber, le béton devient une véritable œuvre d'art.

### Xavier Ferla, danseur étoile
Réalisation : François Reichenbach
Xavier Ferla étudie la danse au Conservatoire de Genève, puis à l’Académie de Serge Golovine et à l'École de l’Opéra de Hambourg. Il est lauréat en 1985 du Concours international des Jeunes danseurs de Lausanne. En 1986 il rejoint le Ballet du XXe siècle créé par Maurice Béjart à Bruxelles. Puis à Lausanne, il est nommé par Maurice Béjart comme soliste (1987 à 1991). Il interprète notamment le rôle de Bim dans Souvenirs de Leningrad, celui de l’Oiseau dans L’Oiseau de feu et il danse le solo du Sacre du printemps. Dès 1991 il est soliste au Deutsche Oper de Berlin, puis à l’Alonzo King Lines Ballet (en) de San Francisco.